# Lothar Krüger (Architekt)
Karl Lothar Krüger (* 25. Mai 1846 in Berlin; † 9. Februar 1917 in Potsdam) war ein deutscher Architekt, preußischer Baubeamter und Hochschullehrer.

## Leben
Lothar Krüger war der Sohn eines Intendanturrats und späteren Kriegsrats sowie Urenkel des Architekten, Malers und Zeichners Andreas Ludwig Krüger. Nach dem Abitur begann er als Baueleve bei Friedrich Adler. Er studierte an der Berliner Bauakademie mit abschließender Bauführer-Prüfung (erstes Staatsexamen im Baufach)  und war anschließend bei der Heeresbauverwaltung praktisch tätig. Im Herbst 1877 unternahm er eine Italienreise. Ab 1878 war er wissenschaftlicher Assistent an der Bauakademie (ab 1879 Technische Hochschule Charlottenburg). Von 1879 bis 1885 arbeitete er im preußischen Ministerium der öffentlichen Arbeiten, zwischenzeitlich auch für die Bezirksregierung in Potsdam. Krüger war von 1881 bis 1885 Mitglied der Berliner Singakademie. 1885 zog er dauerhaft nach Potsdam, wo er als Bauinspektor bei der Bezirksregierung im Dezernat für Baupolizei, Kirchen- und Schulbauten, Bauten des Provinzialkollegiums angestellt wurde. Noch vor 1892 wurde er zum Regierungs- und Baurat ernannt. 1892 wurde er als Professor an die Technische Hochschule Charlottenburg berufen und lehrte das Fach Baukonstruktion. Er trug den Titel Geheimer Baurat, 1907 wurde ihm der preußische Rote Adler-Orden III. Klasse verliehen. Anfang 1913 trat er in den Ruhestand.

## Bauten
- 1878–1879: Bauleitung bei der Erhöhung des Denkmals auf dem Kreuzberg in Berlin (Entwurf von Heinrich Strack und Johann Wilhelm Schwedler)
- 1892–1893: Auguste-Viktoria-Krippe in Potsdam
- 1899: Entwurf für das Amtsgericht Perleberg
- bis 1899: Bauleitung beim Refraktorgebäude der Sternwarte und dem Telegraphenberg in Potsdam (Entwurf von Paul Spieker)
- 1900: Vorentwurf für das Kaiserin-Augusta-Stift in Potsdam (überarbeitet und ausgeführt durch Arthur Kickton)
- um 1910: Erweiterung des Rathauses, Haus der Borchardt-Stiftung, Innenrekonstruktion der Nikolaikirche und Regierungsgebäude (alle in Potsdam)
- 1911: Ausbau des Schlosses in Obersteinbach in Mittelfranken
- 1912: Mitarbeit am Neubau des Joachimsthalschen Gymnasiums in Templin